# قطعنامه ۱۶۱۲ شورای امنیت
قطعنامه  ۱۶۱۲ شورای امنیت سازمان ملل متحد که در تاریخ ۲۶ جولای ۲۰۰۵ تصویب شد، سندی بین‌المللی دربارهٔ کودکان و درگیری مسلحانه است. این قطعنامه طی نشست ۵۲۳۵ام با ۱۵ رای موافق، ۰ مخالف و ۰ ممتنع تصویب شد.